# 503 (szám)
Az 503 (római számmal: DIII) egy természetes szám, prímszám.

## A szám a matematikában
A tízes számrendszerbeli 503-as a kettes számrendszerben 111110111, a nyolcas számrendszerben 767, a tizenhatos számrendszerben 1F7 alakban írható fel.
Az 503 páratlan szám, prímszám. Pillai-prím. Biztonságos prím. Normálalakban az 5,03 · 102 szorzattal írható fel.
Az 503 négyzete 253 009, köbe 127 263 527, négyzetgyöke 22,42766, köbgyöke 7,95285, reciproka 0,0019881. Az 503 egység sugarú kör kerülete 3160,44221 egység, területe 794 851,21569 területegység; az 503 egység sugarú gömb térfogata 533 080 215,3 térfogategység.
Az 503 helyen az Euler-függvény helyettesítési értéke 502, a Möbius-függvényé −1.